# Wan Letian
Wan Letian (em chinês:  万乐天, transl. 萬樂天; Nanchang, 12 de agosto de 2004) é uma nadadora chinesa.

## Carreira
No Campeonato Mundial de Pista Curta de 2021, ela participou da qualificação do revezamento 4 × 100 m medley na final mas foi substituída por Peng Xuwei, com a equipe terminando na 3ª posição com a medalha de bronze.
Ela competirá em três eventos nos campeonatos mundiais de 2023. Nos 50m costas individuais, empatou pela 8ª vez na semifinal com o compatriota Wang Xueer e teve que abrir mão da vaga após uma prova final para decidir entre eles; nos 100m costas individuais, terminou em 8º e último lugar na final. Ela participou do revezamento 4 x 100 metros medley feminino, mas a equipe chinesa terminou logo fora do pódio em 3min54s.
Em setembro de 2023, ela conquistou o título feminino dos 100m costas nos Jogos Asiáticos de 2022 e a medalha de prata nos 50m costas.
Classificada para os Jogos Olímpicos de 2024, ela ficou em décimo segundo lugar na semifinal dos 100m costas; ela trouxe para casa a medalha de bronze no revezamento 4 x 100 m medley (59,81 para sua passagem) com um tempo final de 3min53,23 s estabelecido com seus compatriotas Tang, Zhang e Yang.